# UtaGe!
UtaGe!（うたげ）は、日本の7人組アイドルグループである。「憂鬱な日々も忘れられる『宴』のような楽しさを」をキャッチコピーに掲げている。

## 概要
2022年4月15日に結成され、同年5月15日にお披露目公演を行った。
「憂鬱な日々も忘れられる『宴』のような楽しさを、キャッチーでPOPな歌と踊りで届ける7人組王道アイドルグループ。成長を見守り、応援し続けたくなるような愛嬌たっぷりのメンバーが集い、3周年ライブを『Zepp』で行うことを目標に活動中。」としている。

## メンバー
| 名前           | 生年月日 | 身長   | 出身地 | 担当カラー     | 加入日         | 備考                            |
| -------------- | -------- | ------ | ------ | -------------- | -------------- | ------------------------------- |
| 羽賀うるな     | 11月21日 | 159 cm | 大阪府 | ピンク         | 初期           |                                 |
| 茜音ぱぴこ     | 1月17日  | 149 cm | 静岡県 | 赤             | 初期           |                                 |
| 咲乃ゆい       | 3月28日  | 154 cm | 群馬県 | 白             | 初期           |                                 |
| 月宮ひなり     | 10月27日 | 161 cm | 東京都 | イエロー       | 初期           |                                 |
| 伊吹うに       | 10月7日  | 158 cm | 千葉県 | 紫             | 2023年12月31日 | 元くれよんちゅ〜どく 元81moment |
| みゆう         | 2月11日  | 150 cm | 東京都 | 水色           | 2025年5月17日  | 元アラカシ                      |
| 紬希わかな     | 3月6日   | 154 cm | 三重県 | ライトグリーン | 2025年5月17日  |                                 |
| この表の出典： |          |        |        |                |                |                                 |

### 元メンバー
| 名前         | 生年月日 | 身長   | 出身地 | 担当カラー     | 活動期間                      | 備考 |
| ------------ | -------- | ------ | ------ | -------------- | ----------------------------- | ---- |
| 胡桃るる     | 5月23日  | 155 cm | 東京都 | 紫             | 初期 - 2023年12月29日         |      |
| 水瀬さち     | 9月22日  | 165 cm | 千葉県 | 水色           | 初期 - 2024年9月28日          |      |
| 一之瀬しずく | 5月20日  | 164 cm | 兵庫県 | 水色           | 2024年11月8日 - 2025年1月30日 |      |
| 葉月みる     | 6月3日   | 160 cm | 富山県 | ライトグリーン | 2023年12月31日 - 2025年5月5日 |      |

## 略歴

### 2022年
- 4月15日、公式TwitterにてRT企画達成により、羽賀うるな（はが うるな）、茜音ぱぴこ（あかね ぱぴこ）、咲乃ゆい（さきの ゆい）、水瀬さち（みなせ さち）、胡桃るる（くるみ るる）、月宮ひなり（つきみや ひなり）の個別プロフィール及びアーティスト写真が公開される。
- 4月26日、UtaGe!公式ウェブサイトが公開[2]。
- 4月27日、UtaGe!初となるメディア出演『らじいしワイド764』に羽賀うるな、茜音ぱぴこがリモート生出演[3]。
- 4月28日、記念すべき1曲目の『星空でUtaGe!』をTwitterにて公開。
- 4月30日、2曲目の『ピリラブリューション』をTwitterにて公開。
- 5月3日、3曲目の『カラフルパラレル』をTwitterにて公開。
- 5月11日、4曲目の『アオイハル』をTwitterにて公開。
- 5月28日、初のネットサイン会となる『UtaGe!デビュー記念インターネットサイン会』を開催。
- 6月16日、5曲目の『多分超魅力的人生』をTwitterにて公開。
- 6月18日、2度目のネットサイン会『UtaGe!6月チェキ会』を開催。
- 6月18日〜28日、『超NATSUZOME2022 出演権争奪戦』に参加。

### 2023年
- 11月15日、胡桃るるが12月29日の卒業公演をもって卒業することを発表[4]。
- 12月30日、葉月みると伊吹うにの加入を発表。翌日に新体制お披露目LIVEを開催する[5]。

### 2024年
- 8月20日、9月28日をもって水瀬さちのグループ卒業を発表した。[6]

### 2025年
- 1月30日、当日付で一之瀬しずくのグループ脱退を発表した。[7]
- 5月8日、みゆう、紬希わかなの加入を発表、お披露目ライブは5月17日

## 開催ライブ
2022年
- 5月4日、NEW PIER HALLにてプレデビューライブ『HYPE IDOL！GWDX DAY2』に出演。
- 5月15日、SHIBUYA DIVEにてお披露目単独公演『Cheers!』を開催。
- 5月19日、下北沢シャングリラにて『全力少女カリキュラム No.３』に出演。
- 5月21日、マルホンまきあーとテラス（石巻市複合文化施設）にて『Golazo! in 石巻』に出演。
- 5月22日、大手町三井ホールにて『HYPE IDOL！Vol.17』に出演。
- 5月23日、CLUB CRAWLにてDEBUT LIVE『Cheers!』アフターパーティー&胡桃るる生誕祭を開催。
- 5月24日、SHIBUYA DIVEにて『FREEDIVE vol.19』に出演。
- 5月29日、Spotify O-EASTにて『HYPE IDOL ! Vol.18』に出演。
- 5月29日、新宿ALTA Key Studioにて『IDOL WAVE』に出演。
- 5月30日、SHIBUYA DIVEにて『のらくらFes！2Days！』【1日目】に出演。
- 5月31日、Spotify O-nestにて『のらくらFes！2Days！』【2日目】に出演。
- 6月4日、Zirco Tokyoにて『昼から新宿でGO!GO!』に出演。
- 6月4日、品川グランドホールにて『アイドルアラモードプチVol.19』に出演。
- 6月5日、品川グランドホールにて『HYPE IDOL Vol.19』に出演。
- 6月6日、Zirco Tokyoにて『緊急開催!!Zirco Tokyo Presents カルザップ!!〜3MANSP〜』に出演。
- 6月8日、新宿ALTA Key Studioにて『アイマイフェスティバルvol.1』に出演。
- 6月11日、SOUND MUSEUM VISIONにて『VISION de IDOL』に出演。
- 6月12日、日本橋三井ホールにて『HYPE IDOL Vol.20』に出演。
- 6月12日、新宿ReNYにて『GIRLS PUZZLE』に出演。
- 6月14日、SHIBUYA DIVEにて『REVERSI Vol.02』に出演。
- 6月16日、Spotify O-nestにて『UtaGe!と宴！Vol.1』を開催。
- 6月17日、SHIBUYA RINGにて『HEAT&HOT〜HANAKIN〜』に出演。
- 6月18日、ふれあい貸会議室新宿NO.18にて『UtaGe!6月チェキ会』を開催。
- 6月19日、HOLIDAY SHINJUKUにて『Call Out!! Vol.1』に出演。
- 6月19日、横浜ランドマークホテル『HYPE IDOL ! EX !』に出演。
- 6月19日、新宿WALLYにて『星と銀世界』に出演。
- 6月22日、SHIBUYA DIVEにて『DIVE ZERO #23』に出演。
- 6月23日、新宿ReNYにて『ReNY SUPER LIVE 2022』に出演。
- 6月25日、山野ホールにて『パラディークランドDX』に出演。
- 6月25日、WITH HARAJUKU HALLにて『アイドルアラモードプチVol.21』に出演。
- 6月27日、Spotify O-nest ＆ SHIBUYA DESEOにて『のらくらFES ! MINI CIRCUIT !』に出演。
- 6月29日、下北沢ReGにて『youmenosay定期公演〜夢の中で待ち合わせ〜』に出演。
- 6月30日、CLUB CRAWLにて初 ! 単独公演『UtaGe!ポーズを決めよう公演』を開催。
- 7月4日、大塚Deepaにて『君のヒロイン定期公演〜ヒロイン育成企画〜』に出演。
- 7月10日、SERENE b2にて『SERENE de SUMMER!! Day2』に出演。
- 7月10日、SHIBUYA DIVEにて『UtaGe!と宴！Vol.2』を開催。
- 7月12日、豊洲PITにて『JAPAN IDOL SUPER LIVE 2022 @豊洲PIT公演 夏の大祭典編』に出演。
- 7月17日、Aichi Sky Expoにて『RAD JAM』に出演。
- 7月18日、山中湖交流プラザきららにて『SPARK2022 in YAMANAKAKO』に出演。